# 2018년 북한 홍수
2018년 북한 홍수는 2018년 8월 28일 이후에 북한(조선민주주의인민공화국)에서 일어난 홍수를 말한다.

## 같이 보기
- 2006년 북한 홍수
- 2007년 북한 홍수
- 2012년 조선민주주의인민공화국 홍수
- 2016년 함경북도 홍수
- 2017년 태풍